# Dipartimento di Guédiawaye
Il dipartimento di Guédiawaye (fr. Département de Guédiawaye) è un dipartimento del Senegal, appartenente alla regione di Dakar. Il capoluogo è la città di Guédiawaye.
Si trova nella parte occidentale della regione di Dakar, sulla penisola di Capo Verde. Il territorio è molto densamente abitato ed è interamente urbanizzato.
Il dipartimento di Guédiawaye comprende un solo arrondissement, a sua volta suddiviso in 5 communes d'arrondissement.